# Sveriges økonomi
Sveriges økonomi er en højudviklet handelsorienteret økonomi, der bliver støttet af tømmer, vandkraft og jernmalm. Dette er grundlaget for en økonomi orienteret mod udæandshandel. De primære industrier i landet er biler, telekommunikation, lægemidler, industrielle maskiner, præcisionsmaksiner, præcisionsudstyr, kemikalier, boligudstyr og maskiner, skovbrug, jern og stål. Traditionelt har Sverige baseret sig på moderne landbrugsøkonomi, hvor halvdelen af arbejdsstyrken var engageret. I dag udvikler Sverige ingeniørarbejde, minedrift, stål og papirindustri, der konkurrerer international, dette inkluderer virksomheder som Ericsson, ASEA/ABB, SKF, Alfa Laval, AGA og Dyno Nobel.
Sverige er en åben blandingsøkonomi. Langt størstedelen af selskaberne i sverige er privatejede og markedsorienterede. Der er også en stærk velfærdsstat med en offentlig sektor, der bruger op til tre femtedele af GNP. I 2014 var 24% af den nationale formue i statseje.
Da Sverige var en af de neutrale stater under anden verdenskrig skulle landet ikke genopbygge sin økonomi, banksystemet og hele landet, som mange andre europæiske landet skulle. Sverige har opnået en høj levestandard i et blandet system af high-tech kapitalismeog omfattende velfærd. Sverige har den næsthøjeste totale skatteandel efter Danmark af landets indkomst. I 2021 var den totale skatteindtægt 44,2% af BNP, hvilket var gået ned fra 48,3% i 2006.
I 2014 forudså National Institute of Economic at BNP ville vokse 1,8%, 3,1% og 3,4% i hhv. 2014, 2015 og 2016. En sammenligning med økonomisk udvikling i EU afslørede at kun Baltikum, Polen og Slovakiet var forventet at kunne præstere lignende vækst.